# Gipfelzaunkönig
Der Gipfelzaunkönig (Henicorhina anachoreta) ist eine Vogelart aus der Familie der Zaunkönige (Troglodytidae), die in endemisch in der Sierra Nevada de Santa Marta in Kolumbien ist. Der Bestand wird von der IUCN als potenziell gefährdet (Near Threatened) eingeschätzt. Die Art gilt als monotypisch.

## Merkmale
Der Gipfelzaunkönig erreicht eine Körperlänge von etwa 10,0 bis 11,0 cm und ist damit etwas kleiner als die sympatrische Art des Einsiedlerzaunkönigs (Henicorhina leucophrys). Im Vergleich zum Einsiedlerzaunkönig hat er kleiner Körpermaße, kürzere Flügel und einen kleineren Schnabel, auch wenn es teils Überschneidungen in diesen drei Merkmalen gibt. Von der konspezifischen Unterart Henicorhina leucophrys bangsi Ridgway, 1903 unterscheidet er sich durch seine hellere, etwas roströtere Tönung an den Flanken und der Oberseite. Der Schwanz, der Bürzel, die Flügel und das Rückengefieder sind rußig bzw. rostbraun und nicht kastanienfarben. Der Oberkopf und der Nacken sind olivbraun, was manchmal ins Grau Richtung vorderer Oberkopf übergeht. Dies unterscheidet ihn von der gleich bleiben Braunfärbung bei H. l. bangsi. Im Gegensatz zu H. l. bangsi ist die Kehle weißlich grau mit schwachen Streifen, die Brust ist zweifelsohne dunkler und weniger von gelbbrauner Färbung durchflutet als in H. l. bangsi.

## Verhalten und Ernährung
Vermutlich ernährt sich der Gipfelzaunkönig wie der Einsiedlerzaunkönig fast ausschließlich von Wirbellosen. Es sind keine Unterschiede zur Futtersuche des Einsiedlerzaunkönigs bekannt, der alleine oder in kleineren vermutlich Familiengruppen die Straten von Boden bis ca. zwei Meter über dem Boden in der Vegetation durchstöbert. Bisher ist nicht bekannt, ob er sich in der Nähe von Wanderameisen aufhält oder sich unter andere Vogelgruppen mischt.

## Lautäußerungen
Der Gesang des Gipfelzaunkönigs unterscheidet sich deutlich von H. l. bangsi. So gibt er Laute in höherer und größerer Frequenz von sich. Eine eindeutige Identifikation des Gesangs in freier Natur erfordert aber äußerste Vorsicht.

## Fortpflanzung
Über die Brutbiologie des Gipfelzaunkönigs ist bisher nichts bekannt.

## Verbreitung und Lebensraum
Der Gipfelzaunkönig bevorzugt die oberen Höhenlagen der Sierra Nevada de Santa Marta im Norden Kolumbiens in Höhenlagen von 2000 bis 4000 Metern.

## Migration
Der Gipfelzaunkönig ist vermutlich ein Standvogel.

## Etymologie und Forschungsgeschichte
Die Erstbeschreibung des Gipfelzaunkönigs erfolgte 1899 durch Outram Bangs unter dem wissenschaftlichen Namen Henicorhina anachoreta. Das Typusexemplare wurde von Wilmot Wood Brown Jr. (1868–1953) am 8. März 1899 im Paramo de Chiruqua gesammelt. 1868 führten Philip Lutley Sclater und Osbert Salvin die für die Wissenschaft neue Gattung Henicorhina ein. Dieser Name leitet sich von »henikos ἑνικος« für »einzigartig« und »rhis, rhinos ῥις, ῥινος« für »Nasenlöcher« ab. Der Artname »anachoreta« stammt vom griechischen »anakhōrētēs, anakhōreō αναχωρητης, αναχωρεω« für »Einsiedler, sich zurückziehen« ab.

## Gefährdungsstatus
Der Gipfelzaunkönig hat ein nur ein sehr begrenztes Verbreitungsgebiet in der Sierra Nevada de Santa Marta, der Grund, warum er trotz seines reichlichen Vorkommens in diesem Gebiet als potentiell gefährdet eingeschätzt wird. Er scheint ein gewisses Maß an Zerstörung seines Habitats zu tolerieren, doch schien seine Population in der Vergangenheit etwas abzunehmen. Er kommt in einigen Schutzgebieten wie dem Nationalpark Santa Marta und dem Biosphärenreservat Santa Marta vor. So muss die Populationsentwicklung weiter beobachtet werden, insbesondere unter dem Gesichtspunkt drohender Gefahren für Bergvögel als Konsequenz aus dem Klimawandel.